# Irina Grekova
Irina Nikolaevna Grekova, pseudonym för Jelena Sergejevna Ventsel, född 21 mars 1907 i Tallinn, död 15 april 2002 i Moskva, var en rysk författare.
Ventsel studerade matematik i Leningrad och utnämndes 1955 till professor. Hon jobbade senare som forskare inom flygvapnet.